# Артиллерийский тягач
Артиллери́йский тяга́ч — тягач, предназначенный для транспортировки и буксировки артиллерийских (ракетных) систем, в различных вооружённых силах государств мира.
В литературе возможно применение слова сокращения — Арттягач.

## История
В военном деле различных государств мира с момента создания артиллерии встал вопрос о её транспортировки на поле боя. Соответственно в качестве транспортёров стали использовать гужевой транспорт. Позднее с изобретением механических приспособлений (машин) стали использовать их. 

## Галерея

Паровые гусеничные трактора образца 1900-х годов тянут британские орудия на германо-английском фронте во Франции. (Предположительно трактора американские, «Холт-Катерпиллер»). Журнал Нива, № 48, за 1916 год, осень.
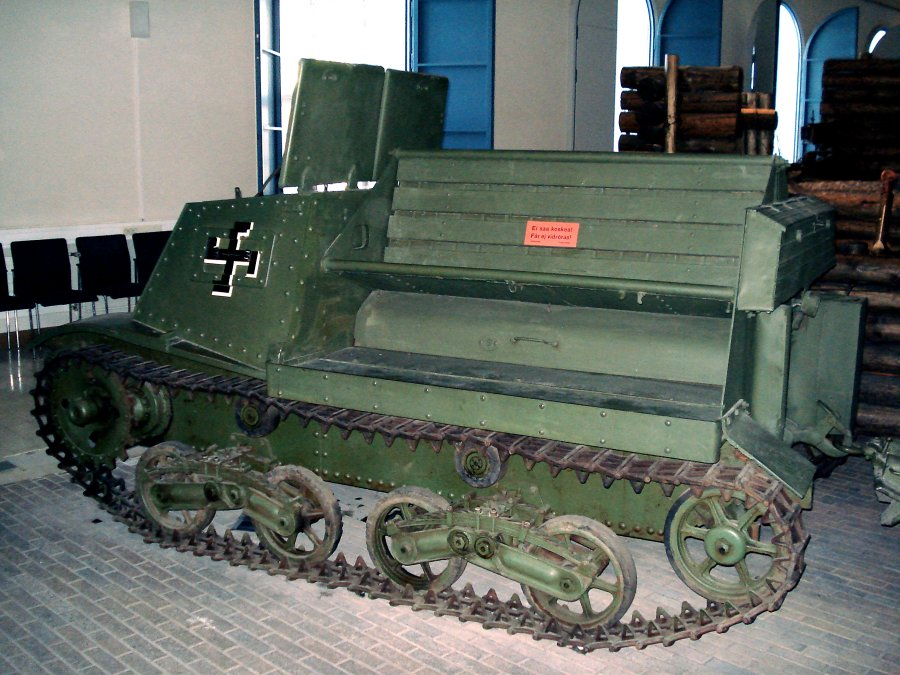
Гусеничный полубронированный артиллерийский тягач Т-20 «Комсомолец», захваченный финнами.
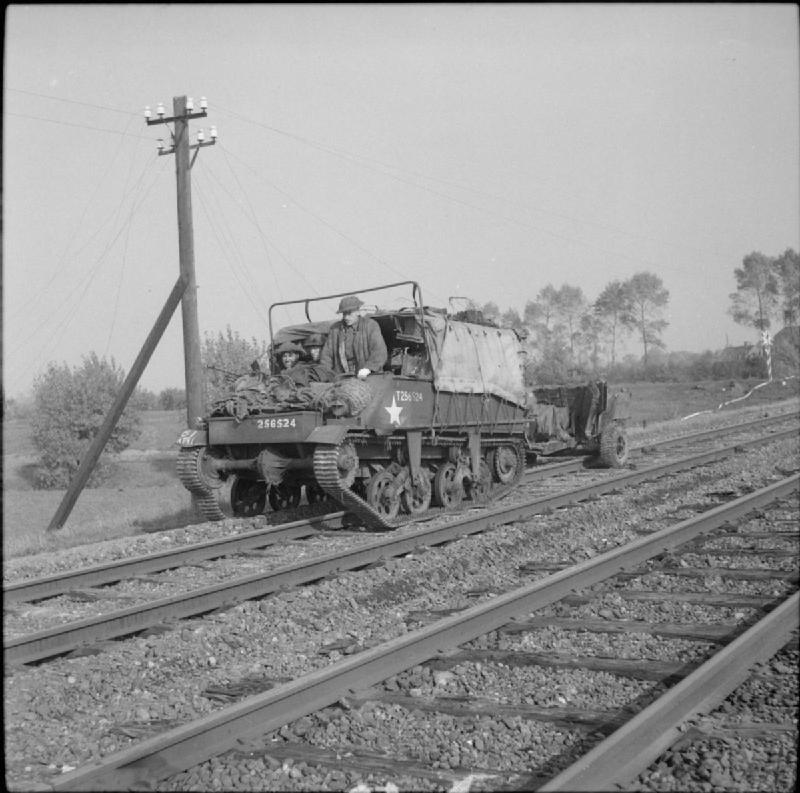
Лойд-керриер с 6-фунтовкой, Хертогенбос, 25 октября 1944 год.
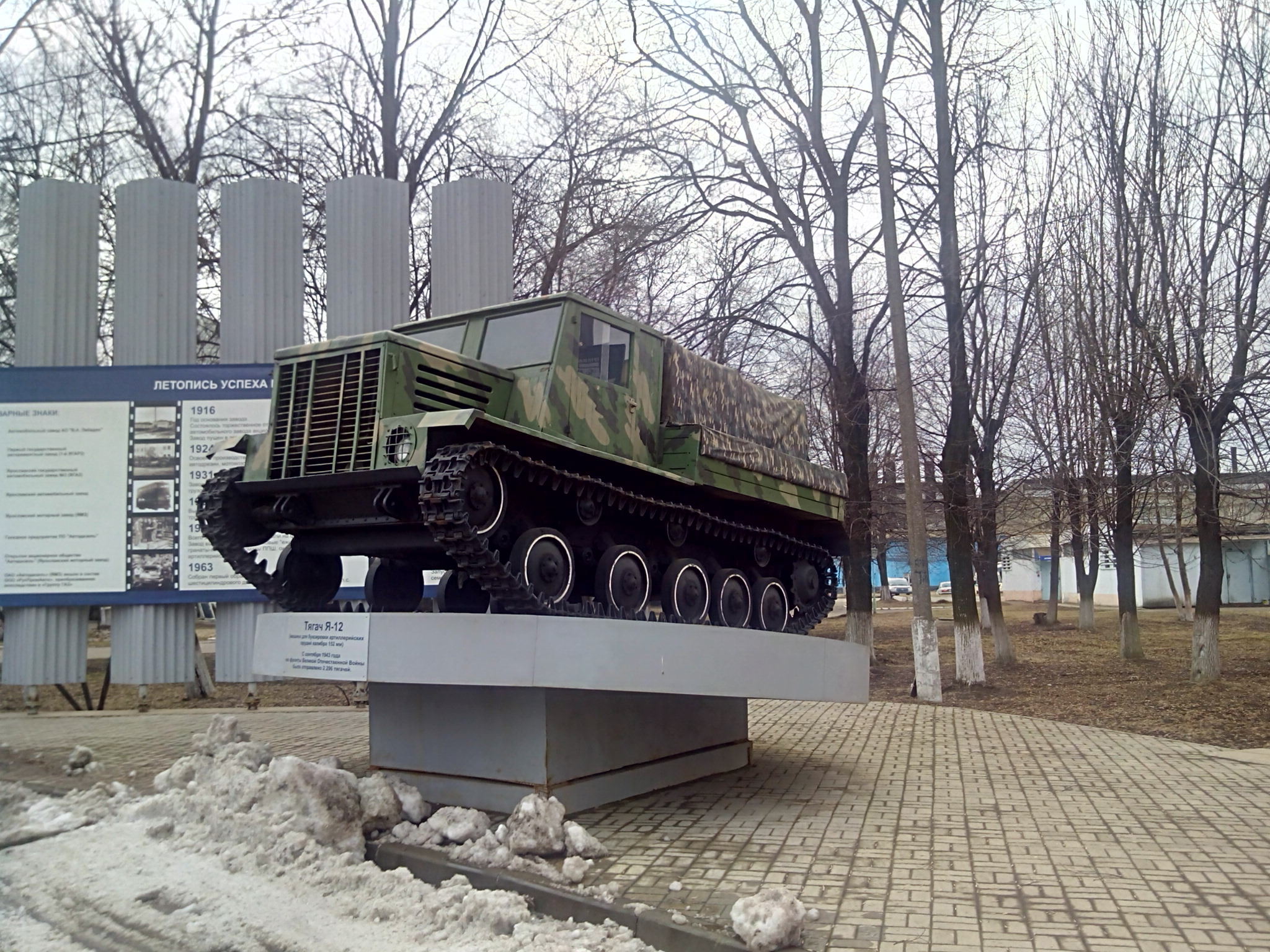
Артиллерийский тягач Я-12.
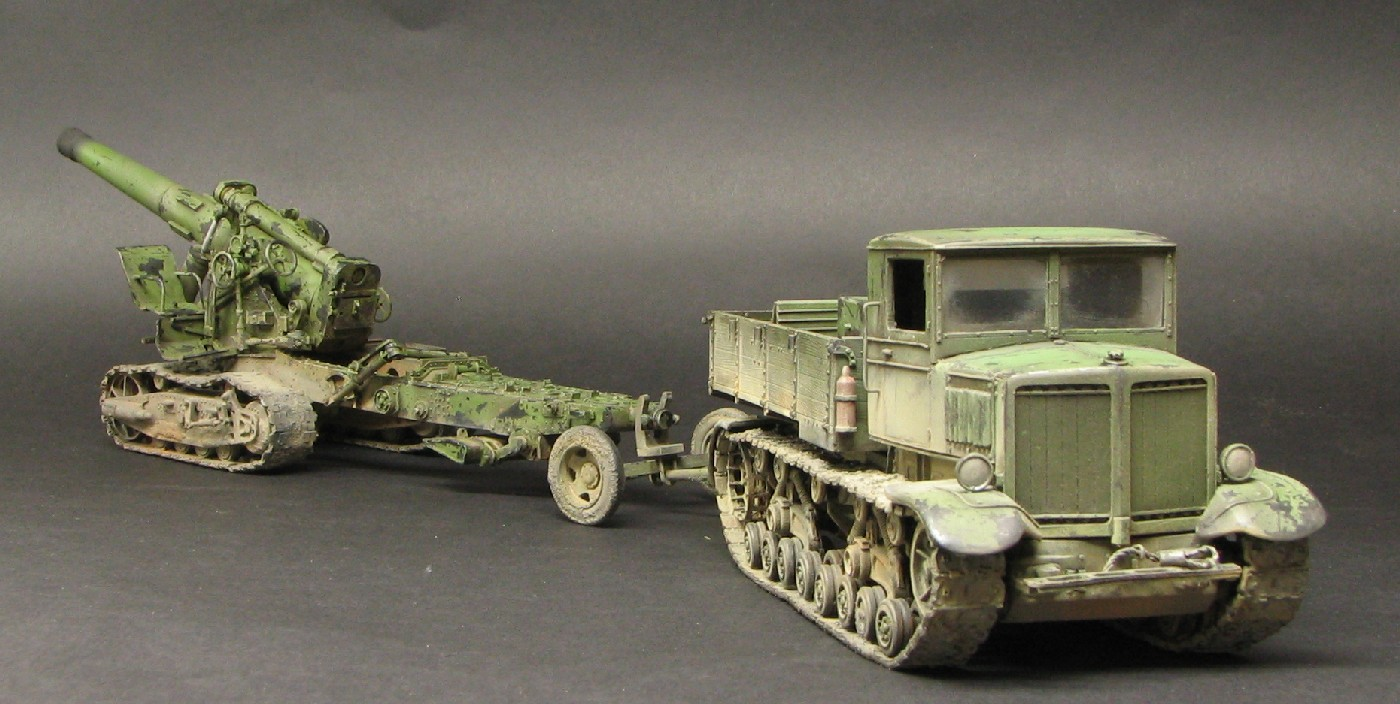
Модель тяжёлого арттягача «Ворошиловец» с гаубицей Б-4.
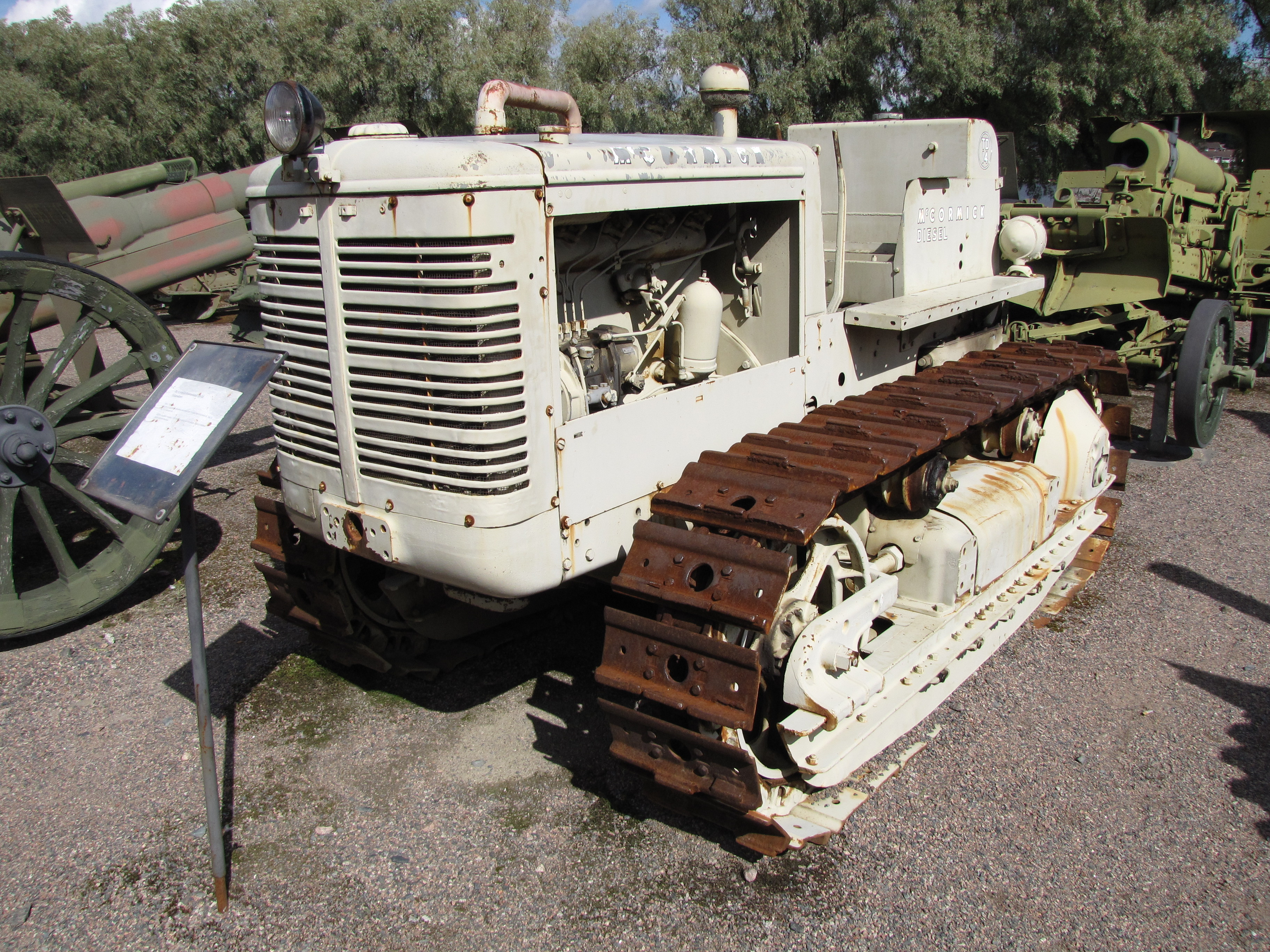
Трактор Интернэйшнл TД-14, использовавшийся финскими войсками как артиллерийский тягач в 1940-х годов.
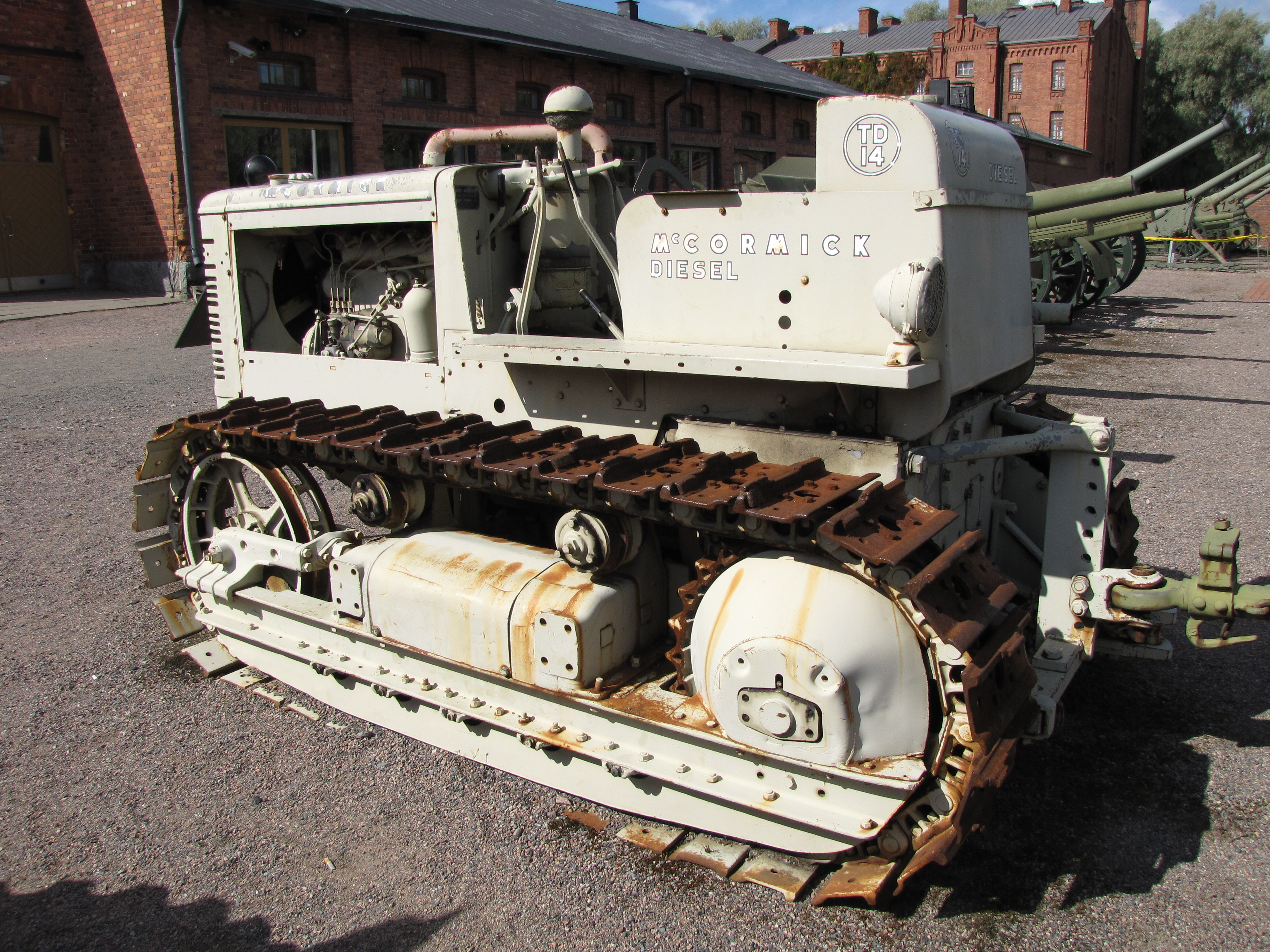
Трактор Интернэйшнл TД-14 в артиллерийском музее Финляндии.
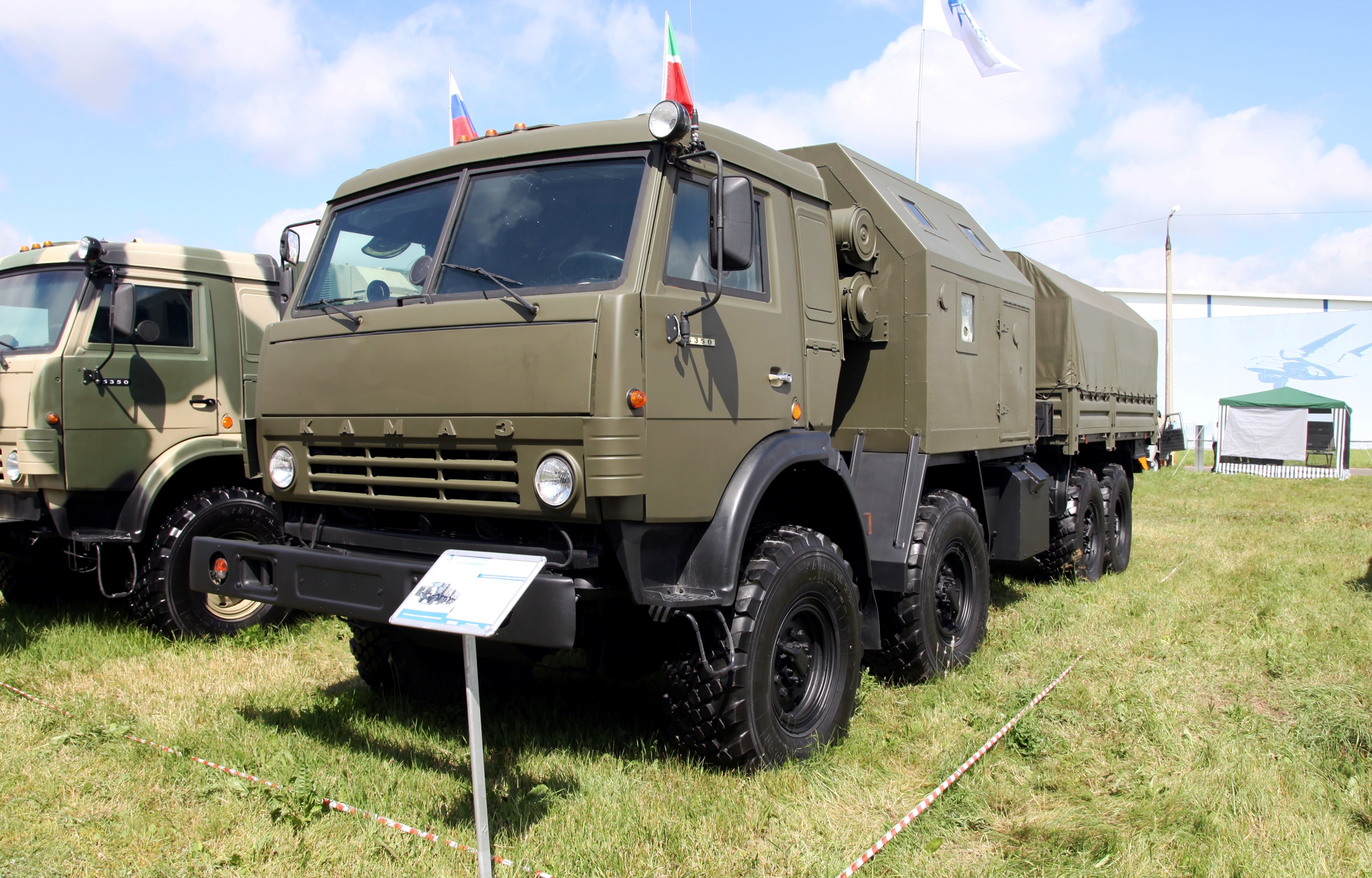
Артиллерийский тягач КамАЗ-63501АТ «Медведь».